# Crepidula marginalis
Ốc sên biển nhiệt đới (Danh pháp khoa học: Crepidula marginalis) là một loài ốc sên biển nhiệt đới trong họ Calyptraeidae. Loài ốc sên biển (slipper limpet) này ra đời với giới tính đực và trở thành con cái khi trưởng thành.

## Đặc điểm
Chúng sống dưới những vỉa đá ở vùng gian triều dọc bờ biển. Thức ăn của chúng là sinh vật phù du và các hạt trong nước. Chúng tập trung thành từng nhóm. Mỗi nhóm gồm con cái lớn và một hoặc hai con đực nhỏ hơn bám trên lớp vỏ con cái. Ốc sên biển là động vật chỉ cư trú ở một chỗ và có tầm nhìn kém. hành vi của chúng chịu ảnh hưởng của những chất hóa học trong nước. chúng có phản ứng mạnh mẽ hơn với hoạt động tương tác hay tín hiệu cơ thể.

## Sinh sản
Ốc sên biển đực có dương vật tương đối lớn, đôi khi dài bằng cả cơ thể, nhô ra phía bên phải đầu. Bộ phận kéo dài này sẽ vươn ra và luồn xuống dưới lớp vỏ con cái để chạm đến cơ quan sinh dục. Tiếp xúc cơ thể có thể khiến một con ốc sên biển đực nhanh chóng chuyển giới thành con cái. khi hai con đực ở gần nhau và va chạm vào nhau, con lớn sẽ chuyển giới sớm hơn con nhỏ. Tiếp xúc thân thể chính là tác nhân khiến nó chuyển giới. Khi một con ốc sên biển thay đổi giới tính, dương vật dần co lại, sau đó biến mất cùng với sự phát triển của cơ quan sinh dục nữ. Kiểu thay đổi giới tính này rất có lợi bởi con cái lớn có thể sản sinh nhiều trứng hơn trong khi con đực nhỏ vẫn tạo ra lượng tinh trùng dồi dào, hoạt động đòi hỏi ít năng lượng so với đẻ trứng.